# 羽-hane-
『羽 -hane-』（はね）は、日本のシンガーソングライター、KOTOKOのメジャー1枚目のスタジオアルバム。

## 概要
- KOTOKOのメジャーデビューアルバム。先行シングル曲はないが、自主制作盤として出していたCDに収録されていた曲が、今回再録されている。初回盤はタイトル曲のPVやメイキングなどを収録したDVD付き。また、スリーブケース仕様である。1曲1曲が長く、全収録曲中4曲が7分を超える。スローテンポの楽曲がほとんどである。
- 2006年6月20日、HANE（はね）のタイトルでアメリカにて発売された（品番はPIO5343）。収録曲は日本版と同じであるが、タイトルは英語に翻訳されている。歌詞は日本語歌詞のローマ字表記と英語対訳で書かれている。ただし、国内盤のようにプロモーションビデオ&メイキング映像が収録されたDVD付き初回限定盤のリリースはない。現在、米国で発売されているKOTOKOのアルバムは、この作品だけである。

## チャート成績
2004年5月3日付の週間アルバムチャートで初登場7位を記録した。初動売上は30,503枚を記録し、累計40,383万枚のセールスを記録した。

## 収録曲
| 全作詞: KOTOKO（#1はインストゥルメンタル曲）。 |                                      |                                        |           |                    |      |
| #                                              | タイトル                             | 作詞                                   | 作曲      | 編曲               | 時間 |
| 1.                                             | 「Introduction」                     | KOTOKO（#1は インストゥルメンタル曲 ） | 井内舞子  | 高瀬一矢・中沢伴行 | 0:58 |
| 2.                                             | 「Asura」                            | KOTOKO（#1は インストゥルメンタル曲 ） | 高瀬一矢  | 高瀬一矢           | 6:01 |
| 3.                                             | 「冬の雫」                           | KOTOKO（#1は インストゥルメンタル曲 ） | KOTOKO    | 高瀬一矢           | 7:07 |
| 4.                                             | 「疾風雲」                           | KOTOKO（#1は インストゥルメンタル曲 ） | KOTOKO    | 高瀬一矢・中沢伴行 | 7:06 |
| 5.                                             | 「Gratitude 〜大きな栗の木の下で〜」 | KOTOKO（#1は インストゥルメンタル曲 ） | 中沢伴行  | 中沢伴行           | 4:36 |
| 6.                                             | 「幻影」                             | KOTOKO（#1は インストゥルメンタル曲 ） | KOTOKO    | SORMA III          | 4:26 |
| 7.                                             | 「痛いよ」                           | KOTOKO（#1は インストゥルメンタル曲 ） | KOTOKO    | FISH TONE          | 4:48 |
| 8.                                             | 「ひとりごと」                       | KOTOKO（#1は インストゥルメンタル曲 ） | KOTOKO    | 高瀬一矢           | 6:47 |
| 9.                                             | 「声が届くなら」                     | KOTOKO（#1は インストゥルメンタル曲 ） | KOTOKO    | C.G mix            | 7:20 |
| 10.                                            | 「Lament」                           | KOTOKO（#1は インストゥルメンタル曲 ） | 高瀬一矢  | 高瀬一矢           | 5:47 |
| 11.                                            | 「足あと」                           | KOTOKO（#1は インストゥルメンタル曲 ） | KOTOKO    | 中沢伴行           | 5:25 |
| 12.                                            | 「羽」                               | KOTOKO（#1は インストゥルメンタル曲 ） | KOTOKO    | 高瀬一矢           | 7:39 |
| 13.                                            | 「カナリヤ -SORMA No.3 Re-mix-」     | KOTOKO（#1は インストゥルメンタル曲 ） | KOTOKO    | SORMA III          | 5:13 |
| 合計時間:                                      | 合計時間:                            | 合計時間:                              | 合計時間: | 73:13              |      |

| #  | タイトル                     | 作詞 | 作曲・編曲 |
| -- | ---------------------------- | ---- | ---------- |
| 1. | 「羽」(プロモーションビデオ) |      |            |
| 2. | 「羽」(メイキング映像)       |      |            |

## 楽曲解説
Introduction
インスト曲。
Asura
タイトルは阿修羅のこと。
冬の雫
特典DVDにはこの曲のレコーディング風景も収められている。
疾風雲
KOTOKOのシングル(メジャーデビュー前の作品)｢空を飛べたら…｣「hitorigoto」などにも収録されており、それぞれ別テイクながらも、収録はこれが3回目である。
Gratitude 〜大きな栗の木の下で〜
タイトルはKOTOKOの実家にある栗の木が由来となっている。本人曰く「裏タイトル曲と言っていい」とのこと。
レギュラーラジオ番組「KOTOKOノコト」初代OP曲。
痛いよ
本人曰く、｢女の子に是非とも聴いて欲しい曲｣。
ひとりごと
「疾風雲」同様、「hitorigoto」収録曲。ただし、歌詞が若干変わっている。
レギュラーラジオ番組「KOTOKOノコト」の第1回目の1曲目に放送された楽曲。
声が届くなら
本人曰く「詞がストレートすぎて、恥ずかしい。全裸を見られている気分」との事。
Lament
I've Girls compilation 4「LAMENT｣のタイトル曲。
原曲とは音源が異なっている。
羽
「Anime TV」エンディングテーマ
タイトル曲。自主制作CD「空を飛べたら…」収録曲。
I'veの歌姫としてデビューしてからの約4年間にKOTOKOがやってきたことの集大成といった位置付けの曲。
カナリヤ -SORMA No.3 Re-mix-
「空を飛べたら…」に収録されていた「カナリヤ」のリミックスバージョン。
アルバムでは｢エンドロールにあたる曲｣との事。